# 麥阿拉斯特鎮區 (堪薩斯州洛根縣)
麥阿拉斯特鎮區（英語：McAllaster Township）為美國堪薩斯州洛根縣轄下的鎮區。2010年美国人口普查中此鎮區人口有25人。

## 地理
麥阿拉斯特鎮區涵蓋總面積為275.6平方（106.42平方英里），其中陸地面積為275.6平方（106.41平方英里），水域面積為0.026平方（0.01平方英里）或0.01%。

## 人口統計
根據2010年美國人口普查，麥阿拉斯特鎮區人口有25人，其中男性有16人，女性有9人，人口密度為每平方公里0.09人，住房計13戶。鎮區內的白人有22人，非裔美國人有1人，美洲原住民有0人，亞裔美國人有0人，太平洋島裔美國人有0人，其他種族有0人，混血種族則有2人。此外鎮區內有0人為西班牙裔或拉丁裔美國人。此鎮區之年齡中位數為46.5歲，而男性年齡中位數為40.5歲，女性年齡中位數為55.3歲。

## 交通

### 主要公路
- 40號美國國道